# Василєвська 1-ша (Архангельська область)
Василєвська 1-ша (рос. Васильевская 1-я) — присілок в Ленському районі Архангельської області Російської Федерації.
Населення становить 4 особи. Входить до складу муніципального утворення Козьминське поселення.

## Історія
Від 2004 року входить до складу муніципального утворення Козьминське поселення.

## Населення
| 2002 | 2010 | 2012 |
| ---- | ---- | ---- |
| 10   | ↘4   | →4   |